# Алжиро-египетские отношения
Алжиро-египетские отношения — двусторонние отношения между правительствами двух арабских стран Северной Африки Египта и Алжира. Отношения между обеими странами в целом были дружественными на протяжении всей их истории, что восходит к решительной поддержке Египтом ФНО Ахмеда Бен Беллы во время войны за независимость Алжира. Позже за этим последовала поддержка Египта Алжиром во время Шестидневной войны в 1967 году и Октябрьской войны в 1973 году.
Кроме того, обе страны являются членами Лиги арабских государств, разделяя схожие взгляды на основные региональные проблемы, такие как палестинский вопрос и конфликт в Судане, а также на те же видение реформирования Совета Безопасности ООН.
Египет является членом БРИКС, в то время как Алжир является страной-партнëром. 

## Экономические и деловые связи
Египет занимает первое место среди зарубежных стран, инвестирующих в Алжир за пределами топливного сектора, достигнув примерно 5,3 миллиарда долларов. Объем товарообмена между двумя странами в 2012 году составил почти 1,5 миллиарда долларов (на 11% больше, чем в 2011 году). Согласно данным, опубликованным Таможенным управлением Алжира в январе 2013 года, египетский экспорт занял третье место среди арабских стран-экспортеров с объемом экспорта в 380,56 миллиона долларов по сравнению с 876,51 миллиона долларов импорта Алжира. Основные статьи экспорта Египта на сумму почти один миллиард 16 миллионов египетских фунтов: строительные материалы, продукты питания, металлические изделия, медная проволока, лекарства, микроавтобусы, химические вещества и водонагреватели. Алжирский экспорт, с другой стороны, достиг 895 миллионов 568 тысяч египетских фунтов и включает изделия из металла, сжиженный природный газ, пропан, картон и конденсаторы для кондиционирования воздуха.
15 февраля 2002 года египетский телекоммуникационный гигант Orascom Telecom Holding официально открыл свой филиал в Алжире Djezzy GSM после приобретения второй в стране лицензии GSM. Он быстро стал основным оператором мобильной сети Алжира с предполагаемой стоимостью 7 миллиардов долларов по состоянию на сентябрь 2011 года, а по состоянию на ноябрь 2011 года он имел долю рынка 65% и более 16,49 миллионов абонентов, покрывающих 90% население страны. Однако достижения Djezzy были поставлены под сомнение из-за усиливающегося давления со стороны правительства Алжира с целью оштрафовать Orascom на 1,3 миллиарда долларов за якобы нарушение валютных правил и намерения правительства приобрести контрольные пакеты акций сети. Однако проблемы компании были смягчены, когда в марте 2013 года правительство сняло санкции, что позволило компании начать закупку и импорт новых технологий и оборудования, а также предоставило ей право конвертировать прибыль.
Решение было принято в ответ на запрос Banque d'Algérie и министра финансов Алжира к правительству с призывом отменить санкции и признать передачу прав собственности на компанию, 51% акций которой уже принадлежит правительству. Компания изменила название с Orascom Telecom Algeria на Optimum Telecom Algeria.